# Tirpitz (Schiff, 1941)
Die Tirpitz war ein im Zweiten Weltkrieg eingesetztes Schlachtschiff der deutschen Kriegsmarine. Sie gehörte der Bismarck-Klasse an und war nach dem deutschen Marinestaatssekretär und Großadmiral Alfred von Tirpitz benannt. Durch kleinere Konstruktionsverbesserungen geringfügig schwerer als ihr Schwesterschiff Bismarck, ist die Tirpitz bis heute das größte jemals in Europa fertiggestellte Schlachtschiff.
Die Tirpitz unternahm nur wenige aktive Operationen. Den größten Teil ihrer Dienstzeit war sie nach dem sogenannten Präsenzflotte-Konzept in Norwegen stationiert. Allein durch ihre Anwesenheit bedrohte und störte sie von dort die Nordmeergeleitzüge mit Hilfslieferungen der Westalliierten nach Murmansk. Gegebenenfalls sollte sie helfen, eine alliierte Invasion in diesem Gebiet abzuwehren. Aus diesem Grund nannte man sie schon bald die einsame Königin des Nordens. Sie gelangte jedoch nie in aktive Kampfhandlungen gegen feindliche Schiffe; der einzige Einsatz ihrer schweren Artillerie erfolgte im Unternehmen Sizilien im September 1943 gegen eine norwegische Funk- und Wetterstation.
An ihrem Liegeplatz wurde die Tirpitz mehrfach durch Kommandounternehmen und aus der Luft angegriffen. Am 15. September 1944 wurde sie so schwer beschädigt, dass sie für Seeoperationen nicht mehr einsetzbar war und als schwimmende Küstenbatterie südwestlich der Insel Tromsøya verankert wurde. Dort wurde die Tirpitz schließlich am 12. November 1944 durch einen Luftangriff der Royal Air Force zum Kentern gebracht. Das Wrack wurde teils noch von den Deutschen wiederverwertet, nach Kriegsende 1945 von den Briten ausgeschlachtet und nach gescheiterten Bergungsversuchen ab 1947 bis in die 1950er Jahre von einem norwegischen Bergungsunternehmen vor Ort verschrottet. Die Reste dienen als Ziel für Taucher; seit 2014 stehen sie unter Denkmalschutz.

## Geschichte

### Bau und Indienststellung

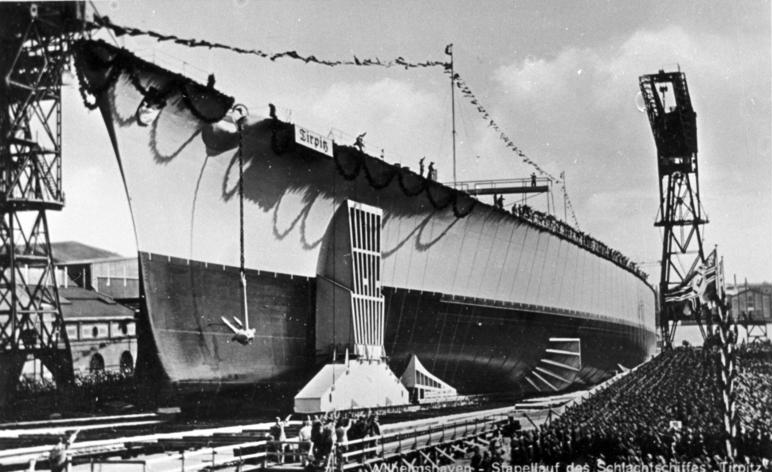
Stapellauf in Wilhelmshaven

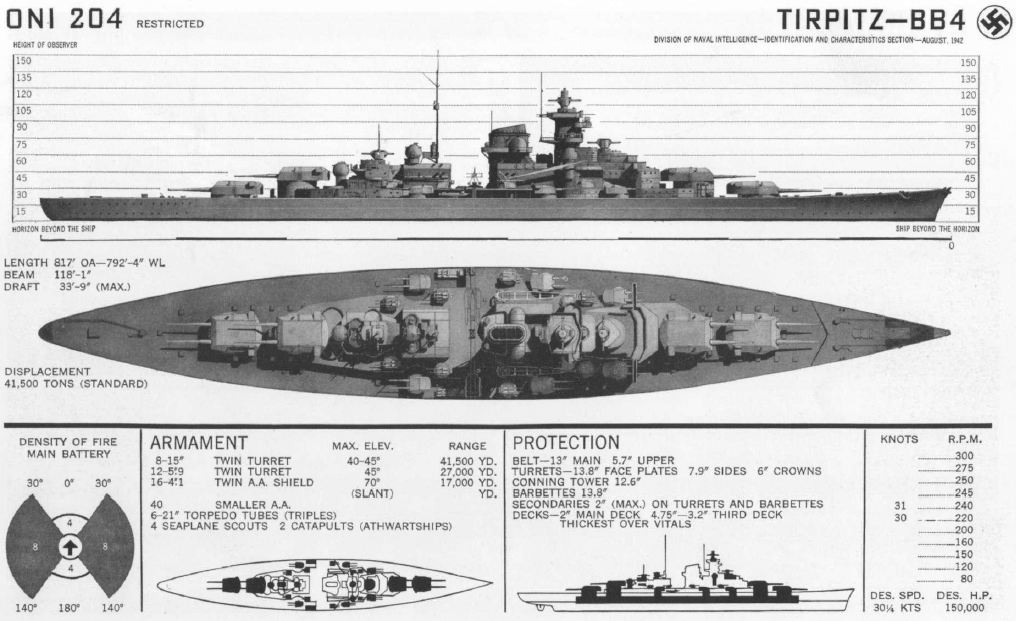
Datenblatt in einem US-amerikanischen Erkennungshandbuch

Am 2. November 1936 wurde auf der Kriegsmarinewerft Wilhelmshaven der Kiel des Schlachtschiffs G, der späteren Tirpitz, gelegt. Einige Monate zuvor hatten die Arbeiten an ihrem Schwesterschiff Bismarck bei Blohm & Voss in Hamburg begonnen. Beide Schiffsbauten entsprachen dem gleichen Entwurf, dem eine Gegnerschaft der französischen, nicht aber der britischen Marine zugrunde lag. Das französische Schlachtschiff Dunkerque war maßgebend für die Spezifikationen der beiden Schiffe.
Am 1. April 1939 wurde die Tirpitz von Ilse von Hassell, der Tochter des Namensgebers, in Anwesenheit von Adolf Hitler getauft und vom Stapel gelassen. Nach Beginn des Zweiten Weltkriegs im September 1939 wurde der Weiterbau beschleunigt. Dennoch wurde die Tirpitz erst am 25. Februar 1941 in Dienst gestellt, vor allem auch wegen zahlreicher  britischer Luftangriffe auf die Werft im Jahr 1940.

### Unterschiede zurBismarck
Zwischen der Tirpitz und der Bismarck bestanden geringe bautechnische Unterschiede. Der auffälligste davon war der bei der Tirpitz bis an den Rand des Oberdecks vorgezogene Aufbau zwischen den beiden hinteren Türmen der Mittelartillerie. Deshalb konnten die Hauptkräne der Tirpitz, anders als auf der Bismarck, nicht auf dem Oberdeck, sondern auf dem so entstandenen darübergelegenen Deck aufgestellt werden. Hinter diesem Vorsprung wurden dann im Herbst 1941 noch zusätzlich Torpedo-Vierlingssätze installiert, eine Bewaffnung, die auf der Bismarck nicht vorhanden war. Im Gegensatz zur Bismarck erhielt die Tirpitz Abdeckhauben auf den achteren Entfernungsmessgeräten der Artillerie sowie u. a. einen markanten, auf dem Schwesterschiff ebenfalls nicht vorhandenen 2-cm-Flak-Vierling 38 auf dem überhöhten 38 cm-Turm „Bruno“. Im Unterschied zur Bismarck erhielt die Tirpitz auch einen Satz Marschturbinen, die den Brennstoffverbrauch bei Teillast (Marschfahrt) optimierten.
Nach Beginn der Bauarbeiten am Schwesterschiff Bismarck wurden noch Änderungen an der Konstruktion vorgenommen, die in den Bau der später begonnenen Tirpitz einflossen. Diese Verbesserungen betrafen vor allem die Bunkerzellen im Schiffsrumpf, die anders aufgeteilt waren. Dadurch konnte die Tirpitz mehr Treibstoff mitführen als die Bismarck. Bei der Bismarck konnten diese Änderungen nicht mehr berücksichtigt werden, da ihr Bau bereits zu weit fortgeschritten war.
Insgesamt führten die Veränderungen dazu, dass die Verdrängung der Tirpitz um 1.200 tn.l. größer war als die ihres Schwesterschiffes und dadurch auch ihr Tiefgang etwas größer. Die Tirpitz ist das größte je fertiggestellte deutsche Kriegsschiff (Bismarck 41.700 tn.l., Tirpitz 42.900 tn.l.).

### Einsätze im Zweiten Weltkrieg

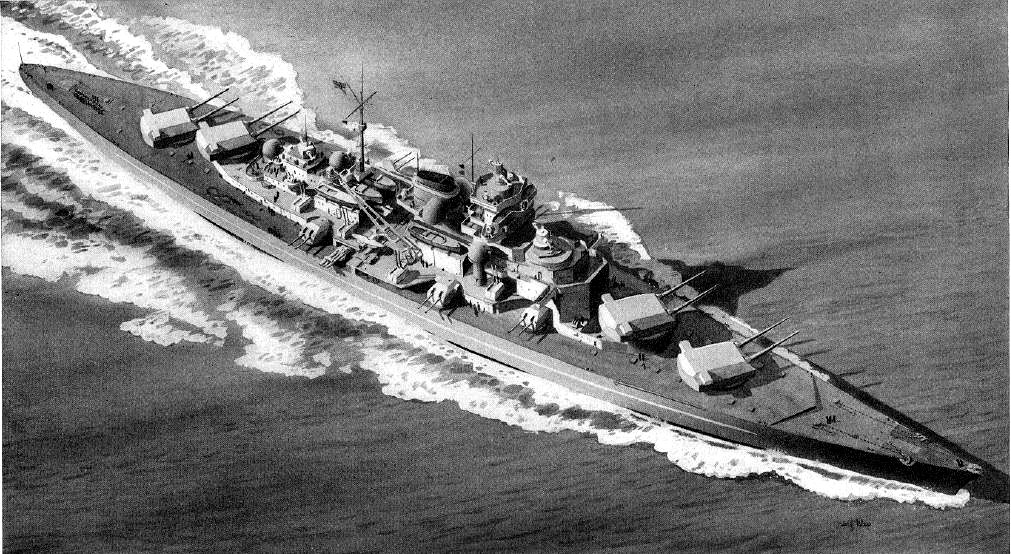
Die Tirpitz im selben Handbuch

Nach Abschluss ihrer Einfahr- und Gefechtsübungen, die viel Zeit brauchten, galt die am 25. Februar 1941 in Dienst gestellte Tirpitz im Sommer 1941 als einsatzbereit. Dazwischen hatte das Ersuchen des Kommandanten Karl Topp, sein Schiff bereits am Unternehmen Rheinübung ab 18. Mai mit dem Schwesterschiff Bismarck teilnehmen zu lassen, keinen Erfolg gehabt. Die Bismarck wurde in diesem Unternehmen versenkt.
Der erste Kriegseinsatz der Tirpitz kam am 23.–26. September 1941, als sie Vizeadmiral Otto Ciliax als Flaggschiff der sogenannten „Baltenflotte“ diente, die bei dem Unternehmen Barbarossa einen Ausbruch der Baltischen Rotbannerflotte aus der Ostsee nach Großbritannien verhindern sollte. Als dieser Durchbruchsversuch nicht erfolgte, sollte die Tirpitz eigentlich in die Atlantikschlacht eingreifen. Sie wurde jedoch auf Befehl Hitlers im Januar 1942 nach Norwegen verlegt, um eine erwartete britische Invasion, die den deutschen Erznachschub aus Schweden über Narvik gefährdet hätte, zu verhindern.
Im März 1942 wurde sie erstmals gegen britische Nordmeergeleitzüge eingesetzt, die von Großbritannien aus über die Nordroute (Nordmeer) Nachschub zugunsten der bedrängten Sowjetunion transportierten. Sie verfehlte jedoch die Geleitzüge PQ 12 und QP 8, und das Erscheinen schwerer britischer Einheiten zwang zum Abbruch des Unternehmens (Unternehmen Sportpalast). Auf dem Rückmarsch am 9. März 1942 zwischen 10.15 Uhr und 10.24 Uhr wurden die Tirpitz und der Begleitzerstörer Friedrich Ihn von ca. 25 bordgestützten Torpedoflugzeugen des Typs Swordfish angegriffen, die ihre Torpedos auf geringe Entfernungen von 400 bis 1200 m abwarfen. Bei einem Munitionsverbrauch von 33 × 15 cm, 345 × 10,5 cm, 897 × 3,7 cm und 3.372 × 2 cm wurden drei Abschüsse sicher beobachtet und mehrere andere Maschinen beschädigt. Die Friedrich Ihn konnte einen Abschuss erzielen. Am 2. Juli 1942 lief die Tirpitz, unterstützt von acht kleineren Schiffen, erneut zu einem Angriff aus, nämlich auf den alliierten Konvoi PQ-17. Britische Aufklärungsflugzeuge entdeckten sie jedoch frühzeitig, worauf sich der Konvoi auflöste, um der Bedrohung zu entgehen; die sichernden Kriegsschiffe zogen sich nach Westen zurück. Auch die deutschen Schiffe wurden nun vom Oberkommando der Marine zur Sicherheit zurückgerufen, und die Tirpitz kehrte ohne Kampfeinsatz zu ihrem Liegeplatz im Fættenfjord bei Trondheim zurück. Hintergrund des Rückrufs war einerseits Risikovermeidung, vor allem aber waren die alliierten Frachtschiffe als Einzelfahrer nun leichte Beute für deutsche Flugzeuge und U-Boote: 22 von 36 Frachtern mit zusammen über 140.000 BRT und das auf diesen eingeschiffte besonders wertvolle Kriegsmaterial für die Rote Armee gingen verloren. Dieses Unternehmen mit dem Tarnnamen „Rösselsprung“ ist das klassische Beispiel für die „Fleet-in-being“-Rolle der Tirpitz: Ihre bloße Präsenz zwang die Briten, ihren Schiffsverkehr in diesem Seegebiet durch schwere Einheiten zu schützen, und ihr gelegentliches Auslaufen – ohne Feindberührung – nahm Einfluss auf die Aktionen des Gegners. Mittelbar war die Tirpitz durch diese Operation hinsichtlich der Erfüllung des Primärauftrages, der Schädigung der alliierten Nachschublinien, deutlich erfolgreicher als ihr bekannteres Schwesterschiff Bismarck.
Als einzig weiteres größeres Unternehmen der Tirpitz ist das Unternehmen „Sizilien“ im September 1943 zu nennen. Zusammen mit dem Schlachtschiff Scharnhorst und neun Zerstörern beschoss sie als Teil der Kampfgruppe der Kriegsmarine die Wetterstation Barentsburg auf Spitzbergen, wo die Briten mehrere Treibstoff- und Versorgungsdepots eingerichtet hatten. Dem Unternehmen blieb zwar nur mäßiger Erfolg beschieden, doch wurde es trotzdem von der deutschen Propaganda als Signal der „ungebrochenen Kampfbereitschaft“ der deutschen Marine ausgeschlachtet.
Nach dem Verlust der Scharnhorst beim Seegefecht vor dem Nordkap im Dezember 1943 kam die Tirpitz nicht mehr operativ zum Einsatz. Während ihrer gesamten Dienstzeit hatte sie damit nicht ein einziges Mal Feindberührung mit gegnerischen Überwassereinheiten.

### Unternehmungen der Briten gegen die Tirpitz
Bereits während der Bauzeit in Wilhelmshaven versuchten britische Flugzeuge, das deutsche Schlachtschiff auszuschalten. Bis 1942/43 kam es jedoch zu keinen nennenswerten Erfolgen. Gründe dafür waren die ausgezeichnete Panzerung der Tirpitz sowie die bis dahin noch starke deutsche Luftabwehr.
Der britische Premierminister Winston Churchill erklärte es 1942 zur wichtigsten Aufgabe der Royal Navy, die Tirpitz zu versenken. Da Luftangriffe nicht den gewünschten Erfolg brachten, griffen die Briten auf unkonventionelle Methoden zurück. So bargen die Deutschen Ende 1942 einen scheinbar harmlosen, gesunkenen Fischkutter im Eingang des Trondheimfjords, dem Zugang zum Liegeplatz der Tirpitz im Fættenfjord. Bei der Untersuchung stellte sich heraus, dass er zwei Torpedos an Außenleinen mitgeschleppt hatte. Nachdem diese aufgrund Unwetters verlorengegangen waren, hatte die Besatzung, ein britisch-norwegisches Kommando, den Kutter versenkt (Operation Title).
Im September 1943 wurde die Tirpitz von drei britischen Kleinst-U-Booten der X-Klasse an ihrem neuen Liegeplatz im Kåfjord angegriffen (Operation Source). X-5 sank bereits bei der Annäherung an die Tirpitz, wobei die Umstände, die dazu führten, nicht geklärt sind. Den Mannschaften von X-6 und X-7 gelang es jedoch, zwei jeweils zwei Tonnen schwere zeitgezündete Minen unter dem Schlachtschiff zu positionieren. Wenngleich die Besatzungen der beiden erfolgreichen Kleinst-U-Boote in Gefangenschaft gerieten, war die verbleibende Zeit bis zur Zündung der Seeminen zu knapp, um den für das Verlassen des Liegeplatzes erforderlichen Dampfdruck auf der Tirpitz aufzubauen. Nur durch Einholen der Leinen mittels Vorder- und Achterspill konnte die Tirpitz innerhalb ihres Liegeplatzes ein wenig seitwärts manövriert werden. Die folgende Detonation beschädigte nicht nur den Rumpf und die innere Struktur, sondern verschob auch die Maschinen auf ihren Fundamenten, so dass die Tirpitz bis März 1944 nicht mehr fahrbereit war. Zur Wiederherstellung der vollen Kampfkraft des Schlachtschiffes wurden mehr als 400 Werftarbeiter von deutschen Werften (vor allem aus Kiel) und mehrere Arbeitsschiffe nach Norwegen beordert, wo sie unter Hochdruck die Instandsetzungsarbeiten durchführten.
Als 1944 die Landung in der Normandie bevorstand, forderte Churchill erneut die Vernichtung der Tirpitz. Sie sollte keine Chance erhalten, die Invasionsflotte anzugreifen. Dazu wurden bei einem ersten Angriff (Operation Tungsten) fünf Flugzeugträger vor die norwegische Küste geschickt. Am Morgen des 3. April 1944 startete der erste britisch-kanadische Luftangriff mit 40 Bombern, die von 80 Jagdflugzeugen begleitet wurden. Sie erzielten 15 Bombentreffer, es gab 135 Tote auf der Tirpitz. Die Alliierten verloren bei dem Angriff drei Flugzeuge. Bis August 1944 griffen wiederholt große Verbände britischer Trägerflugzeuge an, ohne jedoch gravierende Schäden zu verursachen. Die Besatzungsverluste beliefen sich dabei jedoch auf mehr als 400 Tote und Verwundete.
Weil Angriffe mit herkömmlichen Bomben nicht zur Vernichtung der Tirpitz geeignet waren, wurde der Einsatz von Spezialbomben vorbereitet: Diese „Tallboys“ – offizielle Bezeichnung D.P.12000 lb (Deep Penetration, 12.000 Pfund) – mit einem Gewicht von 5,4 Tonnen, davon 2,4 t hochbrisanter Sprengstoff, waren unter anderem zur Zerstörung von bis zu fünf Meter starken Betondecken deutscher U-Boot-Bunker entwickelt worden.
Da sich der Liegeplatz des Schiffes im Kåfjord außerhalb der Reichweite britischer Bomberstützpunkte befand, flogen die 9. und die 617. Squadron („Dam Busters“) der RAF mit Lancaster-Bombern am 15. September 1944 von Yagodnik in der Nähe von Archangelsk in der Sowjetunion aus einen Angriff, bei dem 24 Tallboys abgeworfen wurden (Operation Paravane). Angesichts des massiven Flakfeuers und der sehr starken Rauchentwicklung durch die in der Nähe installierten Nebelanlagen gelang es nicht, das Schiff zu versenken. Der einzige Treffer, welcher das Vorschiff 10,5 Meter hinter dem Bug vor dem Kettenstopper durchschlug und außenbords direkt am Schiff unter Wasser in ca. 11 m Tiefe detonierte, beschädigte das Schiff allerdings so sehr, dass es nicht mehr seefähig war. Die freigesetzte Sprengenergie (2.358 kg Torpex) dieser Explosion entsprach dabei etwa zehn gleichzeitigen Torpedotreffern an derselben Stelle.
Daraufhin verlegte die Tirpitz nach einer Behelfsreparatur – zwar mit eigener Kraft, aber höchstens noch 10 Knoten Fahrt – am 15.–16. Oktober 1944 fünf Kilometer vor Tromsø zwischen die Inseln Håkøya und Store Grindøya, um als schwimmende Geschützbatterie die von Hitler befürchtete Invasion der Alliierten abzuwehren. Am 13. Oktober 1944 war im Rahmen der Petsamo-Kirkenes-Operation von den Sowjets das finnische Liinahamari, am 15. Oktober Petsamo erobert worden. Dies mag auch eine Rolle gespielt haben, um das Schiff in Sicherheit zu bringen.
Bei Tromsø konnte die Tirpitz jedoch von britischen Stützpunkten aus erreicht werden. Die Briten setzten die Aktionen zur Versenkung des Schiffes mit ungebrochener Intensität fort, auch weil ihnen der bereits zugefügte Schaden am Schiff – der die Tirpitz als aktive Bedrohung bereits ausschloss – nicht vollumfänglich bewusst war. Am 29. Oktober 1944 startete die RAF von der RAF Station Lossiemouth (Schottland) aus einen Angriff mit 32 Lancaster-Bombern (Operation Obviate), wobei der einzige Nahtreffer die Backbord-Außenwelle (genauer die Außenstopfbuchse) zerstörte und das Achterschiff aufriss, so dass es backbordseitig auf 35 m Länge geflutet wurde.

### Das Ende der Tirpitz

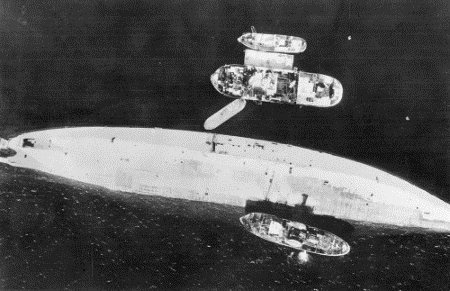
Die gekenterte Tirpitz

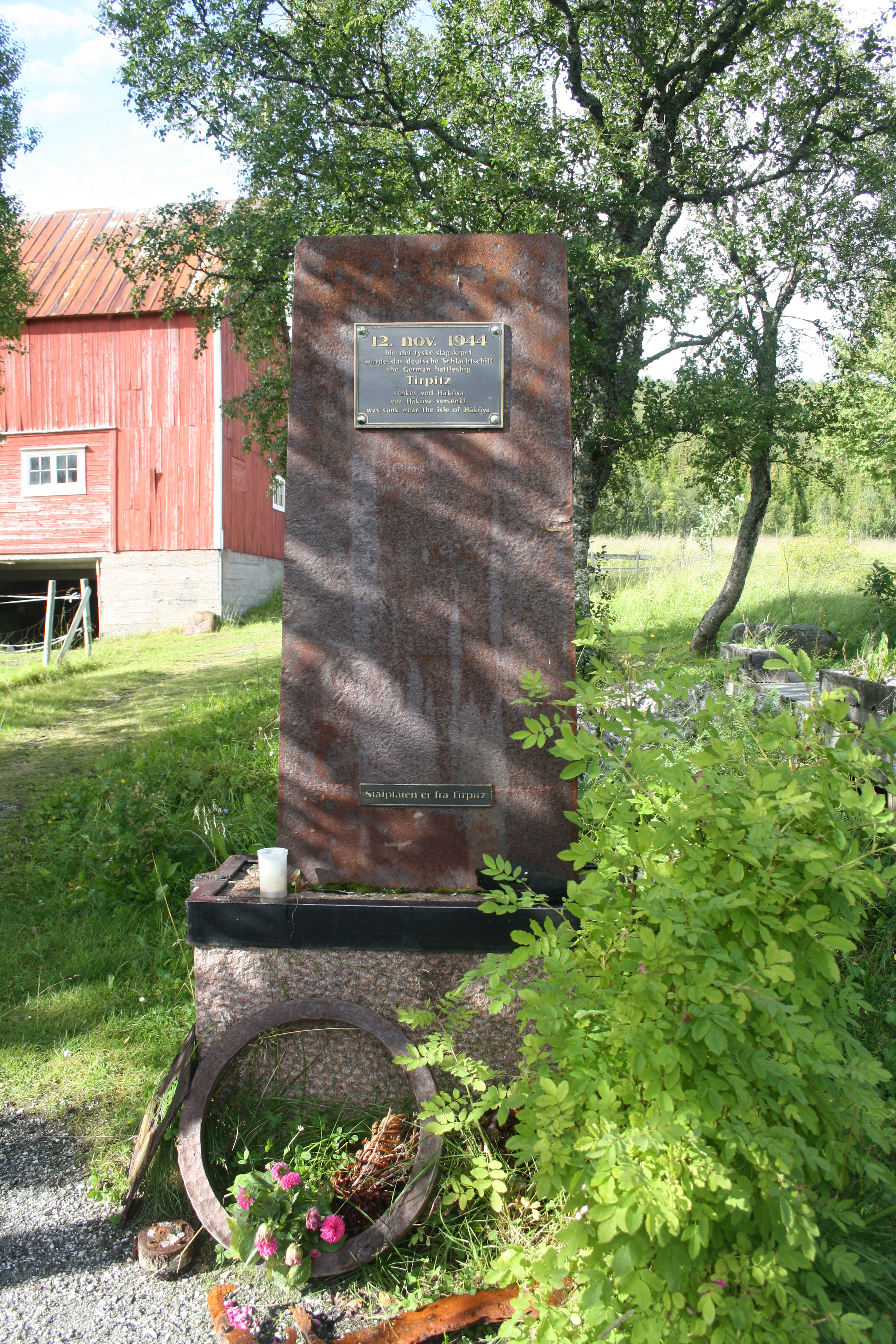
Das Denkmal auf Håkøya

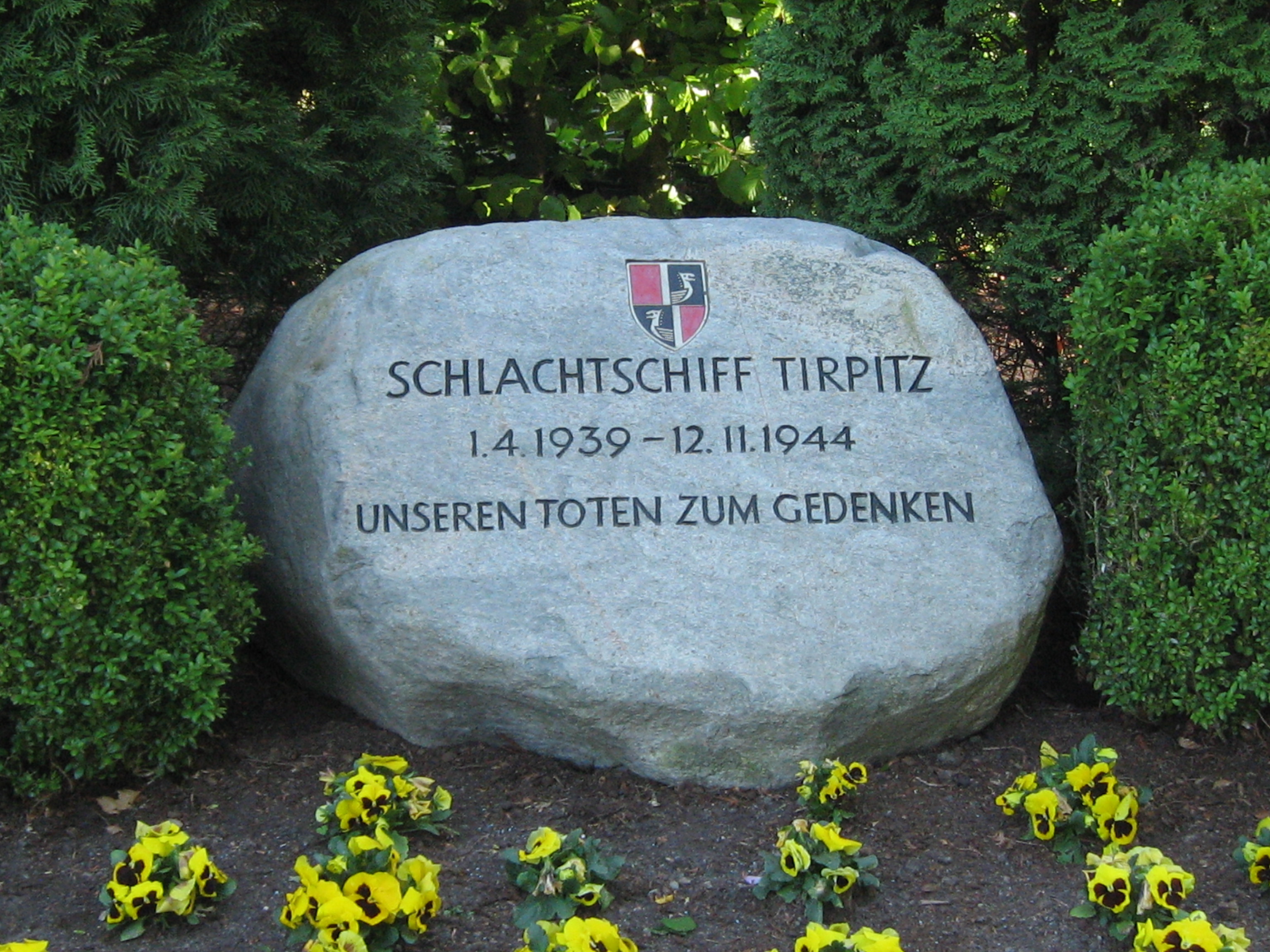
Gedenkstein für die Gefallenen der Tirpitz auf dem Ehrenfriedhof in Wilhelmshaven

Am 12. November 1944 griffen schließlich bei der Operation Catechism 32 Lancaster-Bomber – wiederum von Lossiemouth  aus – die Tirpitz unter Idealbedingungen an: Klare Sicht, keine Nebelmaschinen in der Umgebung des Liegeplatzes, und die Jäger der deutschen Luftwaffe starteten nicht. Zwei der 29 abgeworfenen „Tallboy“-Bomben trafen das Schiff an Backbord auf Höhe des Katapults und von Geschützturm C („Caesar“) und durchschlugen das Panzerdeck. Mehrere Nahtreffer beschädigten den Schiffsrumpf schwer. Kurze Zeit später kam es an Bord zu einer Explosion, bei der Turm C aus seiner Bettung gehoben wurde und 12 Meter entfernt auf das Deck stürzte. Daraufhin wurde der Mannschaft, die wegen der Landnähe keine Schwimmwesten angelegt hatte, der Befehl „Alle Mann von Bord“ erteilt. Die Tirpitz kenterte, bis die Aufbauten im seichten Wasser auf Grund lagen. 1204 Mann der Besatzung kamen ums Leben, 890 wurden gerettet, davon wurden 84 mit großem Aufwand aus dem Rumpf herausgeschnitten.
Nicht unwesentlich zur Beschädigung und Versenkung der Tirpitz trugen Informationen des norwegischen Widerstandskämpfers Torstein Raaby bei, der den Briten regelmäßig per Funk Informationen übermittelte. Raaby wurde dafür mehrfach ausgezeichnet.

### Nachnutzung und Gedenkstücke
Aus dem Wrack wurden noch während der deutschen Besatzungszeit in Norwegen bis zum Mai 1945 wichtige Teile ausgebaut. Dann übernahm das Vereinigte Königreich das Wrack. Britisches Personal baute alles ab, was militärisch von Wert schien, danach wurde das Wrack an Norwegen übergeben. 1947 kaufte der Norweger Einar Høvding die Tirpitz für eine gerade von ihm gegründete Abbruchfirma Høvding Skipsopphuggeri. Mit 40 Arbeitern, darunter 15 Hamburger Unterwasserspezialisten, begann die Bergung noch brauchbaren Materials. Bis in die 1950er Jahre wurde das Wrack vor Ort abgebrochen.
Teile der Rumpfpanzerung wurden später von dem Solinger Messerhersteller Böker zu Damast-Taschenmessern verarbeitet.
In der Nähe des alten Ankerplatzes gibt es in Kåfjord am Altafjord ein Tirpitz-Museum. Auf der Insel Håkøya erinnern heute ein Denkmal aus einer Rumpfplatte der Tirpitz und ein riesiger Bombentrichter an die Toten des letzten deutschen Schlachtschiffs.
Das erste Elektrizitätswerk Honningsvåg auf der Insel Magerøy, heute ein Museum, trug den Namen Tirpitz: Einer der geborgenen Hilfsdiesel der Tirpitz fand hier Verwendung.
Im Auto- und Technikmuseum Sinsheim können eine Decksplatte, eine leichte Flak und ein Teil eines Mittelartillerierohrs des Schlachtschiffes besichtigt werden. Die Stadt Oslo kaufte einen Teil der Panzerplatten der Tirpitz (Tirpitz-plater). Diese Teile stammen vermutlich von der inneren Panzerung der Tirpitz. Diese Platten werden immer noch in Oslo als Abdeckplatten im Kanalisations- und Straßenbau genutzt.
Die Seekriegsflagge der Tirpitz befindet sich heute als Exponat 00662 in der Sammlung des wehrgeschichtlichen Ausbildungszentrums der Marineschule Mürwik.
Im Jahre 2014 wurden die Reste des Wracks der Tirpitz vom norwegischen riksantikvar unter Denkmalschutz gestellt. Ein zu diesem Zweck im Dezember 2014 erlassenes vorübergehendes Tauchverbot wurde im August 2016 wieder aufgehoben.
Ein 80 Tonnen schweres Stahlstück der Tirpitz landete in dem heutigen Erprobungszentrum Ochsenboden von Rheinmetall Defense in Studen SZ in der Schweiz als Kugelfänger.

## Technische Daten
Das 251 m lange Schlachtschiff mit drei Propellern konnte eine Höchstgeschwindigkeit von 30,8 Knoten erreichen. Die Marschgeschwindigkeit (Reisegeschwindigkeit) war, um den Treibstoffverbrauch in Grenzen zu halten, 19 Knoten.
Der Antrieb der Tirpitz bestand aus drei Dampfturbinensätzen. Sie wurden von zwölf Wagner-Hochdruck-Heißdampfkesseln versorgt, welche paarweise in sechs Kesselräumen standen. Die einzelnen Turbinensätze waren um die jeweiligen Getriebe herumgruppiert.

## Zubehöre

### Beiboote
Die Tirpitz hatte zahlreiche Beiboote. Diese umfasste drei Admirals- oder Kommandantenboote, eine Motorbarkasse, zwei Motorpinassen, vier Verkehrsboote (kurz: V-Boote), zwei Rettungskutter für Mann-über-Bord-Manöver, zwei Jollen und zwei Dingis.
Die Pinassen und Verkehrsboote sowie die Barkasse dienten bei Liegezeiten auf Reede vornehmlich dem Personentransport zwischen dem Schiff und einer Anlegestelle.

### Bordflugzeuge
Die Tirpitz hatte vier Wasserflugzeuge vom Typ Arado Ar 196 zur Feindaufklärung und Luftüberwachung an Bord. Sie gehörten der 1. Staffel der Bordfliegergruppe 196 an; die Piloten und Techniker kamen aus der Luftwaffe.
Die Ar 196 besaß seitlich anlegbare Flügel und leichte Bewaffnung. Zwei startklare Maschinen standen in den beiden Bereitschaftshangars seitlich des Schornsteins, während die beiden anderen in dem Werkstatthangar unter dem achteren Aufbau gewartet werden konnten. Mit den gegenläufig verbundenen Katapulten (Doppelkatapult), die sich in der Mitte des Schiffes befanden und von 32 m über die Bordwand auf 48 m ausgefahren werden konnten, wurden die Flugzeuge gestartet. Landen mussten sie auf dem Wasser; sie wurden anschließend von einem der zwei 12-Tonnen-Kräne auf beiden Seiten der Tirpitz an Bord gehoben.

## Kommandanten
- Kapitän zur See Karl Topp – Februar 1941 bis Februar 1943
- Kapitän zur See Hans Karl Meyer – 25. Februar 1943 bis 30. April 1944
- Kapitän zur See Wolf Junge – 1. Mai bis 3. November 1944
- Kapitän zur See Robert Weber – 4. November 1944 bis zum Untergang

## Filme
- 1955 drehte Regisseur Ralph Thomas mit X-Boote greifen an (Above Us the Waves) einen dokumentaristisch-realistischen Film über die verschiedenen britischen Kommandounternehmen, welche die Vernichtung der Tirpitz zum Ziel hatten. Der starbesetzte Film (John Mills, John Gregson, Donald Sinden, James Robertson Justice, Michael Medwin) basiert zum großen Teil auf Fakten.[16]
- 1969 wurde im Rahmen der Fernsehserie Spione, Agenten, Soldaten – Geheime Kommandos im Zweiten Weltkrieg (D 1969, Redaktion: Janusz Piekałkiewicz) die Episode Schlachtschiff Tirpitz wird gejagt ausgestrahlt, wofür die Serie im selben Jahr mit dem 1. Preis des Festival de Télévision de Monte-Carlo ausgezeichnet wurde.

## Musik
Das Lied Tirpitz auf dem Album Of Truth and Sacrifice  der thüringischen Metalcore-Band Heaven Shall Burn beleuchtet laut Yan Vogel von laut.de die Gigantomanie der NS-Zeit.

## Hörspiele
Der NWDR (Köln) produzierte und sendete 1953 ein Hörspiel, das von dem vergeblichen Versuch erzählt, schnelle geeignete Bergungsmaßnahmen zu finden, um die über 1000 eingeschlossenen Menschen im gesunkenen Schiff noch retten zu können. Autor des Hörspiels Sie klopfen noch immer war Emil Gurdan. Unter der Regie von Eduard Hermann sprachen u. a. Hermann Stein (Erzähler), Kurt Lieck (Vizeadmiral), Hans Lietzau (Oberstabsingenieur Frank), Hermann Schomberg (Korvettenkapitän Bruger), Richard Münch (Kapitänleutnant d.R. Röden), Heinz von Cleve (Kapitänleutnant), Horst Frank (Leutnant Wilm), Alois Garg (Leutnant Lutz), Klaus Nägelen (Oberfähnrich Karl Bruger) und Alf Marholm (Leutnant). (Abspieldauer: 75 Minuten)